# Elisabeth Ponocny-Seliger
Elisabeth Ponocny-Seliger (* 28. Juli 1970 als Elisabeth Seliger in Lilienfeld) ist eine österreichische Psychologin und Genderforscherin.

## Leben
Elisabeth Ponocny-Seliger besuchte die Volksschule in Rohrbach an der Gölsen und daraufhin das Realgymnasium in Lilienfeld, wo sie 1988 die Matura bestand. Im selben Jahr begann sie das Psychologiestudium an der Universität Wien. 1990 nahm sie eine Stelle als Studienassistentin am Institut für Psychologie in der Abteilung „Methodenlehre“ bei Gerhard H. Fischer an. Mit einer Diplomarbeit zum Thema Die Analyse von Buchstabenreihen mittels des Linear Logistischen Testmodells (LLTMs) schloss sie 1993 das Studium mit einer Magistra der Naturwissenschaften ab.
Ponocny-Seliger begann kurz nach ihrer Sponsion das Informatikstudium an der Technischen Universität Wien. 1996 nahm sie eine Stelle als Universitätsassistentin am Institut für Psychologie in der Abteilung „Methodenlehre“ an. 1997 promovierte sie mit der in Österreich in Naturwissenschaften höchstmöglichen Auszeichnung sub auspiciis praesidentis,  die seit der Einführung nur etwa 20 mal jährlich bei 2500 Promotionen durch den  Bundespräsidenten verliehen wird.
Seit 2010 ist sie Assistenzprofessorin für Quantitative Methoden, Diversitäten & Gender am Institut für Psychologie der Sigmund Freud Privatuniversität Wien. Seit 2015 ist sie für die Universität Wien als Lehrbeauftragte tätig und lehrt am Institut für Psychologie der Entwicklung und Bildung. Seit 2020 lehrt sie an der Universität Salzburg.
Elisabeth Ponocny-Seliger ist seit 1996 mit dem Psychologen Ivo Ponocny verheiratet und Mutter von drei Söhnen. Sie besitzt das europäische Zertifikat in Psychologie und arbeitet in Wien in eigener Praxis.

## Arbeits- und Forschungsschwerpunkte
Elisabeth Ponocny-Seliger legt ihren wissenschaftlichen Schwerpunkt auf die psychologische Gender & Diversity Forschung. Im Zuge dessen setzt sie sich kritisch mit der Geschlechterrollendarstellung und anderen Differenzkategorien, darunter Alter, Ethnie, Klasse, sexuelle Orientierung, in Mainstreammedien auseinander.
Ein weiterer Schwerpunkt liegt beim Thema soziale Auswirkungen von stereotypen Gender- und Diversityzuschreibungen auf die betroffenen Menschen, welche sich in verschiedenen Lebensbereichen widerspiegeln. In diesem Zusammenhang beschäftigt sie sich auch mit diversity-sensiblen Themen der Arbeitspsychologie und untersuchte hier beispielsweise Geschlechtseinflüsse im Bewerbungsverfahren. Ihr Ziel ist es, mit ihrer Forschung Bewusstsein für diese Themen zu schaffen sowie Stereotype, Vorurteile und Diskriminierungen in weiterer Folge aufzubrechen. Dies wird als Undoing Gender oder Undoing Diversity bezeichnet.
Als Arbeitspsychologin nahm sie ebenfalls öffentlich Stellung zur Bedeutung von Arbeit für Menschen der Generation Z. Ihrer Ansicht nach führt eine zu geringe Finanzbildung bei Jugendlichen zu einer erhöhten Anfälligkeit gegenüber Online-Betrug. Der Wunsch nach schnellem Reichtum dominiert in dieser Generation und macht nach ihrer Aussage die Jugendlichen besonders anfällig für Pyramiden- bzw. Schneeballsysteme im Internet.
Gemeinsam mit ihrem Mann führte Ponocny-Seliger im Jahr 2014 eine Nachanalyse der Daten aus der vergleichenden Kompetenzstudie für Erwachsene, des sogenannten PIAAC-Tests („Programme for the International Assessment of Adult Competencies“) der OECD, durch und stellte hierbei fest, dass Personen mit Kindern bei PIACC in allen Bereichen schlechtere Ergebnisse erzielten als Kinderlose. In Österreich wurden dabei 5000 Personen im Lesen, in Alltagsmathematik und im Problemlösen getestet.
Ponocny-Seliger hält regelmäßig Vorträge bei der Kinderuni Wien, die teils im Österreich 1 gesendet wurden zu Themen wie Geschlechterrollen, Geschlechtsunterschiede bei Spielsachen, Diversität und Psychologie.

## Publikationen (Auswahl)
- Affective state of women following a prenatal diagnosis: predictors of a negative psychological outcome. In: Ultrasound in Obstetrics & Gynecology. Nr. 23. John Wiley & Sons, 2004, S. 240–246, doi:10.1002/uog.978.
- Prädiktoren für die Inanspruchnahme einer Psychotherapie. In: Der Nervenarzt. Nr. 77. Springer Nature, 2006, S. 309–317, doi:10.1007/s00115-005-1883-z.
- Prenatal care: the patient's perspective. A qualitative study. In: Prenatal Diagnosis. Band 26, Nr. 10. John Wiley & Sons, 2006, S. 931–937, doi:10.1002/pd.1529.
- Initiale Therapiemotivation und institutionelles Schicksal von ambulanten Psychotherapiepatienten. In: Journal für Psychologie. Band 15, Nr. 3. Psychosozial-Verlag, 2007 (journal-fuer-psychologie.de).
- Männer in den Medien: wie werden Männer in Film, Serie und Werbung dargestellt und rezipiert? Bundesministerium für Soziales, Gesundheit, Pflege und Konsumentenschutz, Wien 2007, ISBN 978-3-85010-181-3 (archive.org [PDF]).
- Die Darstellung physischer und psychischer Einschränkungen in Mainstream-Filmen. In: Psychologie in Österreich. Nr. 2. Berufsverband Österreichischer Psychologinnen und Psychologen, 2012, S. 218–223 (gender-research.at [PDF] Gastartikel).
- Benennung öffentlicher Verkehrsflächen seit 1945: Wiens Frauen im Schatten berühmter Männer. In: Michael Dippelreiter (Hrsg.): Wien: Die Metamorphose einer Stadt (= Geschichte der österreichischen Bundesländer seit 1945. Band 6). Böhlau Verlag, Wien 2013, ISBN 978-3-205-98785-7, S. 681 ff., doi:10.7767/boehlau.9783205789970.681.
- Genderunterschiede in PIAAC. In: Statistik Austria (Hrsg.): Schlüsselkompetenzen von Erwachsenen: Vertiefende Analysen der PIAAC-Erhebung 2011/12. Statistik Austria, Wien 2014, ISBN 978-3-902925-47-3, S. 170–182 (statistik.at [PDF]).
- 12-Phasen-Burnout-Screening. Entwicklung, Implementierung und erste testtheoretische Analysen eines Burnout-Screenings basierend auf dem 12-Phasen-Modell von Herbert Freudenberger und Gail North. In: ASU – Zeitschrift für medizinische Prävention. Nr. 49. Alfons W. Gentner Verlag, 2014, S. 927–935 (asu-arbeitsmedizin.com).
- Doing Gender bei Bewerbungsschreiben. Geschlechtsunterschiede in der Selbstdarstellung von Absolventinnen und Absolventen der Psychologie und der Rechtswissenschaften. In: Psychologie in Österreich. Nr. 1. Berufsverband Österreichischer Psychologinnen und Psychologen, 2017, S. 70–79 (gender-research.at [PDF]).
- Personality traits and mental distress after COVID-19 testing. Prospective long-term analysis in a Viennese cohort. In: Frontiers in Psychiatry. Nr. 14. Frontiers Media, 2023, doi:10.3389/fpsyt.2023.1129794.

## Auszeichnungen
- 1990 Abschluss des Psychologiestudiums (Mag.rer.nat) mit Auszeichnung
- 1997 Promotion „sub auspiciis Praesidentis rei publicae“